# Maurice Brazil Prendergast
Maurice Brazil Prendergast (ur. 10 października 1858, zm. 1 lutego 1924) – amerykański malarz postimpresjonista, grafik, ilustrator i projektant pochodzenia kanadyjskiego.
Urodził się w St. John’s na Nowej Fundlandii. Na początku lat 60. XIX w. jego rodzina przeniosła się do Bostonu. Studiował w Paryżu od 1891 w Académie Colarossi i Académie Julian, jego nauczycielami byli Gustave Courtois i Jean-Paul Laurens. Później wielokrotnie wyjeżdżał do Francji.
Posługiwał się techniką olejną, akwarelą i monotypią. Tworzył pod wpływem Cézanne'a i fowistów, członek grupy artystycznej The Eight. Był pierwszym amerykańskim artystą, który w pełni przyswoił idee francuskiego impresjonizmu i postimpresjonizmu. Dążył do uwolnienia sztuki amerykańskiej od wpływów akademizmu.

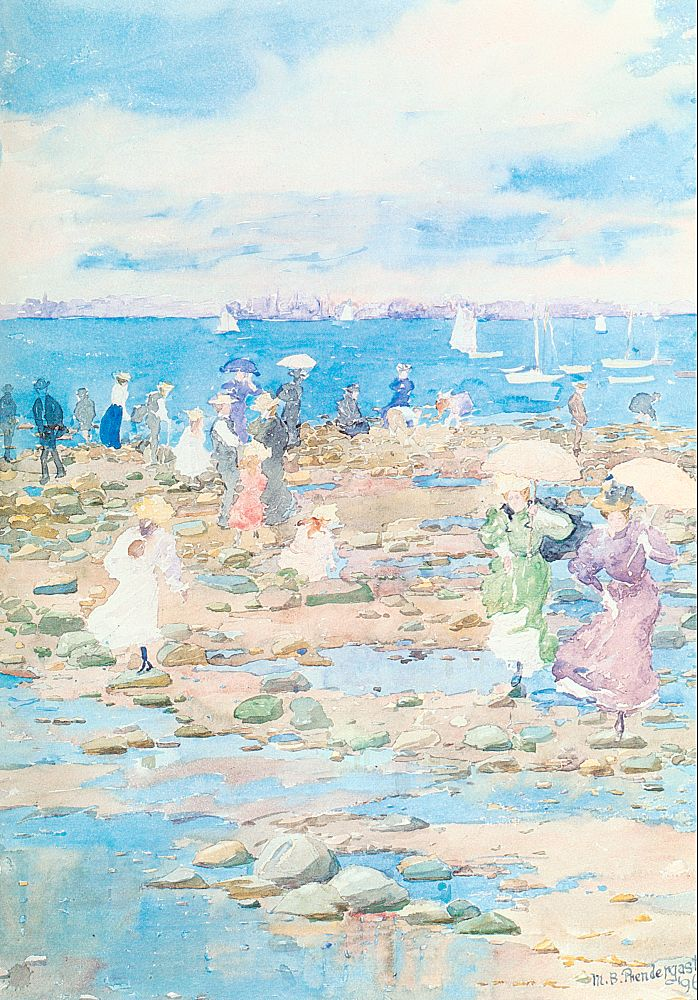
Letnicy, 1897
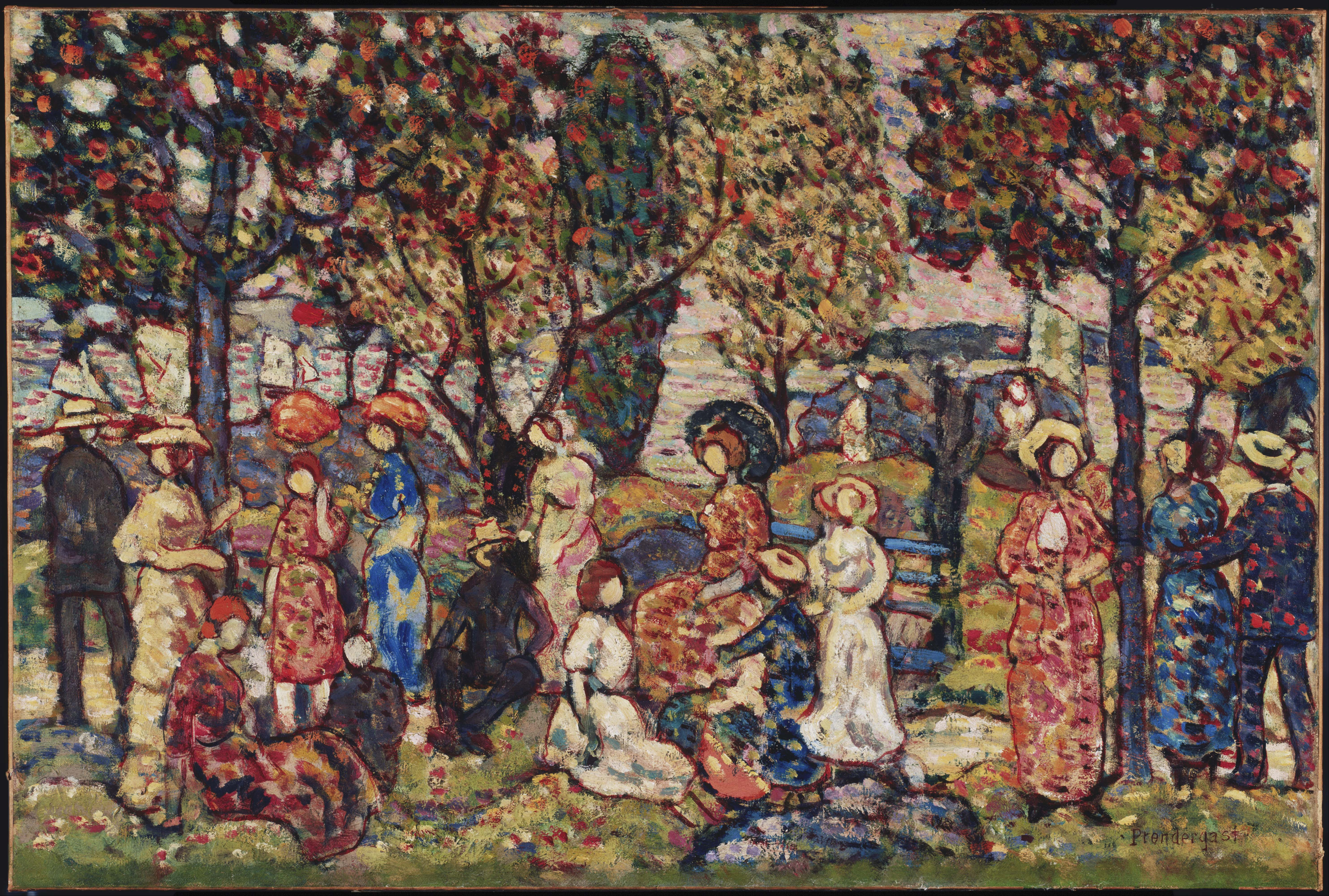
Jesień, 1901, Whitney Museum of American Art